# Allonnes (Maine e Loira)
Allonnes è un comune francese di 3 090 abitanti situato nel dipartimento del Maine e Loira nella regione dei Paesi della Loira.

## Società

### Evoluzione demografica
Abitanti censiti